# Földrajzi nihilizmus
A földrajzi nihilizmus a földrajztudomány művelésének egy irányzata. A 19. század utolsó harmadától formálódott modern földrajztudomány folyamatosan újrafogalmazódó filozófiai jellegű alapkérdése a természetföldrajzi környezet és a társadalom közötti kölcsönhatás ok-okozati viszonyának meghatározása lett. E kölcsönhatás felfogását illetően három nagy iskoláról beszélhetünk.
- Földrajzi determinizmus
- Földrajzi posszibilizmus
- Földrajzi nihilizmus

## A fogalom
A földrajzi nihilizmus (vagy földrajzi idealizmus) alapján úgy vélték, hogy a társadalmi fejlődés nem függ lényegesen a természetföldrajzi környezettől, alapvetően belső sajátosságai, törvényszerűségei mentén halad előre.
Ezen irányzat szerint az emberi civilizáció már annyira magabiztos és fejlett, hogy teljesen függetleníteni tudja magát a természeti környezetétől, tehát bárhol bármit megvalósíthat - azonban nem teljesen igaz, mert a gazdasági racionalitás határt szabhat az ember tevékenységének.

## Megvalósítása
A földrajzi nihilizmuson alapuló, az átalakító természeti tényezőket figyelmen kívül hagyó lépések voltak a folyók elterelései, a tengertől a való területszerzés, a csatornarendszerek kialakítása, a korábban mezőgazdaságilag nem művelt területek az ún. szűzföldek felszántása, és az erdőirtások. De idetartoznak az űrben lévő kutatóbázisok, a tengerfenék és a sarkok meghódításai is - ezek mind megvalósíthatóak, de gazdaságosságuk megkérdőjelezhető.
- Egyes sivatagi éghajlatú arab országokban szánkópályákat építettek, illetve kiváló mezőgazdasági mintagazdaságokat hoztak létre. Mindezt aránytalanul magas beruházási és üzemeltetési költségek mellett, amely soha nem fog megtérülni.
- A Szovjetunióban számos környezet-átalakító terv valósult meg. A modernizálás záloga itt abban teljesedett ki, hogy a húszas évektől számtalan vízerőművet építettek. Moszkvát öt tengerrel kötötték össze, csatornarendszerek segítségével.

A gazdaságtalanság mellett súlyos árat fizettek emberéletben és kudarcokban azon hadvezérek és felfedezők is, akik nem vették figyelembe a meghódítandó terület domborzati és éghajlati viszonyait, vagy azok évszakonkénti illetve térbeli eltéréseit.Továbbá nem látták el a megfelelő felszereléssel az embereket, vagy nem alkalmaztak megfelelő technikát.